# BA-535
A BA-535, comumente referida como Via Parafuso, é uma rodovia estadual da Bahia, que inicia na BA-526 e termina no Polo Petroquímico de Camaçari. Juntamente com a BA-093, é uma das mais importantes vias de acesso ao polo. Possui aproximadamente 25 quilômetros de extensão. Parte do Sistema BA-093, é uma rodovia pedagiada desde 2011 e administrada pela Concessionária Bahia Norte. Abrange as cidades de Simões Filho e Camaçari. Tem ligações com a BA-512, BA-522, BA-526, BA-530 e BA-531.
São áreas abrangidas pela rodovia: o distrito de Parafuso, e unidades logísticas e/ou fabris dos Correios (centro de distribuição), das Casas Bahia (centro de distribuição), do Grupo Boticário, da Le Biscuit e da Continental Pneus. Em área próxima à rodovia, está projetada a construção do Hospital Metropolitano, em Lauro de Freitas.